# Ui Shigure
Ui Shigure (japanisch しぐれうい Shigure Ui, * in Yokkaichi, Präfektur Mie) ist eine japanische Mangaka, Illustratorin, Charakterdesignerin und virtuelle Webvideoproduzentin.

## Leben und Karriere
Shigure wurde bereits in jungen Jahren von ihrer Mutter inspiriert, selbst mit dem Zeichnen zu beginnen. Als weitere künstlerische Einflüsse nannte sie in einem Interview Arina Tanemura, Noizi Itō und Cocoa Fujiwara. Sie hat einen künstlerischen Abschluss.
Bevor sie anfing als freischaffende Illustratorin zu arbeiten, war sie bei einem Spiele-Entwickler beschäftigt. Im August des Jahres 2018 begann Shigure das Charakterdesign für die virtuelle YouTuberin Subaru Ōzora der Agentur Hololive zu entwerfen. Ōzora startete ihre Aktivitäten einen Monat später und Shigure war ab und an als Gast in ihren Videos zu sehen. Im Mai des Jahres 2019 begann Shigure selbst als virtuelle Webvideoproduzentin Videos auf YouTube zu veröffentlichen. In diesen chattet sie mit ihrem Publikum, spielt Videospiele oder fertigt Zeichnungen an.
Am 25. Mai des Jahres 2022 veröffentlichte Ui Shigure ihr erstes Musikalbum unter dem Titel Mada ame wa yamanai bei Umbrella Records. Dieses erreichte Platz neun der heimischen Albumcharts von Oricon und hielt sich sechs Wochen lang im Ranking auf. Das auf diesem Album enthaltende Lied Shukusei!! Loli God Requiem avancierte nach der Veröffentlichung eines offiziellen Musikvideos im September 2023 zu einem viralen Hit und Internetphänomen in Japan, was sehr zu ihrer Überraschung zu einem Popularitätsanstieg des YouTube-Kanals von Shigure führte. Ihr zweites Studioalbum, Fiction, wurde für den 11. September 2024 angekündigt und erscheint über EMI Records Japan.
Als Illustratorin steuerte Ui Shigure die Zeichnungen und Charakterdesigns in verschiedenen Light-Novel-Reihen bei, unter anderem für OsaMake. Für diese wurde sie in den Jahren 2021 bis 2023 in die Bestenliste der zehn besten Illustratoren des Rankings Kono Light Novel ga Sugoi! gelistet.

## Beteiligungen als Illustratorin

### Einzelwerke
- Kaede Asamiya: Fushishisha to Ansatsusha no Desu Gēmu. Hrsg.: Dengeki Bunko. ISBN 978-4-04-893918-8 (japanisch, Originaltitel: 不死者と暗殺者のデスゲーム製作活動.).
- Chie Sanda: Kanojo no L ~Usotsukitachi no Kōbōsen~. Hrsg.: Famitsu Bunko. ISBN 978-4-04-735230-8 (japanisch, Originaltitel: 彼女のL〜嘘つきたちの攻防戦〜.).
- Kazuki Fujimiya: JK Anken Suishinchyū!! ~Torihikisaki no Youkyū de Ojōsama Joshikō no Ryō ni Sumikomu ni Natta~. Hrsg.: Kadokawa Sneaker Bunko. Kadokawa Shoten, ISBN 978-4-04-107466-4 (japanisch, Originaltitel: JK案件推進中!! 〜取引先の要求でお嬢様女子校の寮に住み込むことになった〜.).
- Kano Shikihara: Kūru Bisho Kei Senpai ga Ie ni Tomatteike to Otomari o Yōkyūshitekimashita…… Hrsg.: Earth Star Novels. ISBN 978-4-8030-1291-0 (japanisch, Originaltitel: クール美女系先輩が家に泊まっていけとお泊まりを要求してきました……).
- Rei Komatsu: 101 Mētoru Hanareta Koi. Hrsg.: Kodansha Light Novel Bunko. Kodansha, ISBN 978-4-06-516474-7 (japanisch, Originaltitel: 101メートル離れた恋.).
- Chie Sanda: Tensai Shōjo A to Kokuhakusuru Noberugēmu. Hrsg.: Famitsu Bunko. ISBN 978-4-04-735893-5 (japanisch, Originaltitel: 天才少女Aと告白するノベルゲーム.).

### Serien
- Mukai Sōya: Aoiro Noizu to <Yakimochi> Kirāchūn Wakeari JK to Hajimeru Dansō V Kei Bando. Hrsg.: MF Bunko J. (japanisch, Originaltitel: 青色ノイズと〈やきもち〉キラーチューン ワケありJKと始める男装V系バンド.).
- Shūichi Nimaru: Osananajimi ga Zettai ni Makenai Rabu Kome. Hrsg.: Dengeki Bunko. (japanisch, Originaltitel: 幼なじみが絶対に負けないラブコメ.).
- Shimesaba: Kimi wa Boku no Kōkai. Hrsg.: Dash X Bunko. (japanisch, Originaltitel: 君は僕の後悔.).

### Anime
- 2016: BBK/BRNK (Illustration, Opening-Card, Episode 10)
- 2017: Seishun Buta Yarō wa Bunny Girl Senpai no Yume o Minai (Illustration zur Ankündigung der Animeserie)
- PROJECT MAPLUS Pure Mon no Monster (Charakterdesign)
- WIXOSS DIVA (A) LIVE (Charakterdesign)
- OsaMake (Original-Illustration, Cameo-Sprechauftritt)

### Manga
- Ui Shigure: Kankitsu Panchi! Hrsg.: Manga Time Kirara Miracle! Hōbunsha (japanisch, Originaltitel: かんきつパンチ!).

### Artkollektionen
- Ui Shigure: Ame ni Kō. Hrsg.: Kenkōsha. (japanisch, Originaltitel: 雨に恋う.).

### Charakterdesign
- Subaru Ōzora (Charakterdesign)[4]
- Shijimi Matsueshinjiko (Onsen Musume, Charakterdesign)[11]

### Anderes
- WIXOSS TCG (Kartenillustration)

## Diskografie
Alben

| Jahr | Titel Musiklabel                     | Höchstplatzierung, Gesamtwochen, AuszeichnungChartsChartplatzierungen (Jahr, Titel, Musiklabel, Platzierungen, Wochen, Auszeichnungen, Anmerkungen) | Anmerkungen                                                      |
| Jahr | Titel Musiklabel                     | JP | Anmerkungen                                                      |
| ---- | ------------------------------------ | --- | ---------------------------------------------------------------- |
| 2021 | Spotlight Vol. 1 Umbrella Records    | — | Erstveröffentlichung: 24. März 2021 mit zwei Liedern vertreten   |
| 2022 | Spotlight Vol. 2 Umbrella Records    | — | Erstveröffentlichung: 25. Januar 2022 mit zwei Liedern vertreten |
| 2022 | Mada ame wa yamanai Umbrella Records | JP9 (6 Wo.)JP | Erstveröffentlichung: 25. Mai 2022                               |